# Centrolene hybrida
Centrolene hybrida è un anfibio anuro appartenente alla famiglia Centrolenidae, endemico della Colombia. I suoi habitat preferiti sono la foresta montuosa tropicale e subtropicale e i fiumi. Secondo l'IUCN non è considerata una specie minacciata.